# Groß Nemerow
Groß Nemerow es un municipio situado en el distrito de Llanura Lacustre Mecklemburguesa, en el estado federado de Mecklemburgo-Pomerania Occidental (Alemania), a una altitud de 75 metros. Su población a finales de 2016 era de 1100 habs. y su densidad poblacional, 54 hab/km².